# Кјеза Рицоло (Пјаченца)
Кјеза Рицоло је насеље у Италији у округу Пјаченца, региону Емилија-Ромања.
Према процени из 2011. у насељу је живело 29 становника. Насеље се налази на надморској висини од 184 м.